# کال سالار

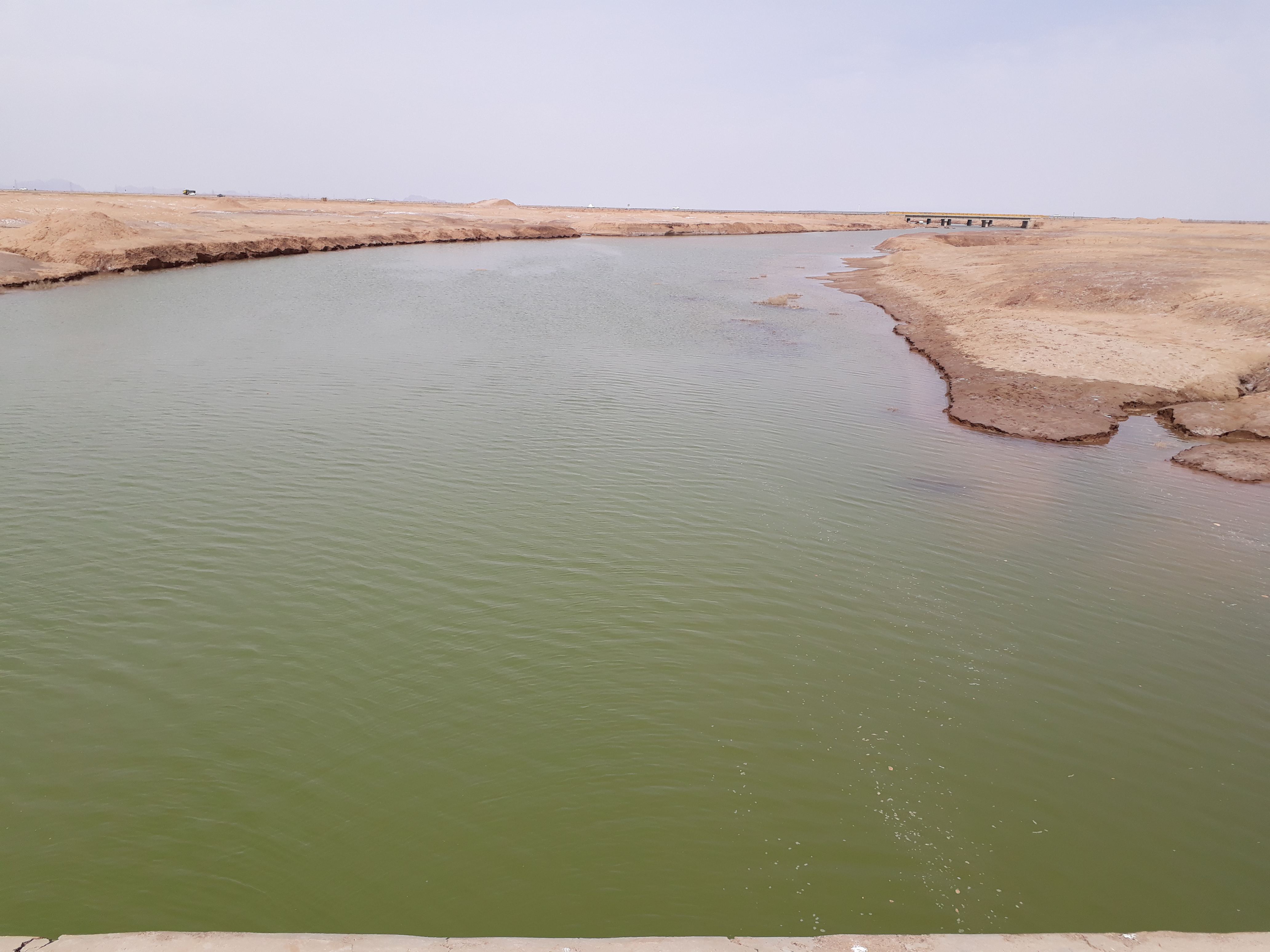
کال شور تربت حیدریه

رودخانه‌ای فصلی در استان خراسان رضوی، شهرستان‌های تربت حیدریه و رشتخوار، با طول ۱۴۵ کیلومتر. از کوه شصت‌درّه، در ۲۶کیلومتری شمال غربی تربت حیدریه، سرچشمه می‌گیرد و به‌سوی جنوب غربی روان می‌شود و در ۲۶کیلومتری غرب جنوبی شهر جنگل به کال شور گناباد می‌ریزد.